# Пам'ятник Костянтину Леселідзе (Тбілісі)
Пам'ятник Костянтину Леселідзе (груз. კონსტანტინე ლესელიძის ძეგლი) - в Тбілісі, в історичному районі Старе місто. Встановлено на згадку радянського військового діяча генерал-полковника Костянтина Миколайовича Леселідзе (1903-1944).

## Історія
Встановлено у 1947 на вулиці імені Костянтина Леселідзе (нині перейменованою). Скульптор - Яків Ніколадзе.
Під час антирадянського мітингу в 1990 погруддя полководця пошкоджено.